# Double Curtain Glacier
Der Double Curtain Glacier (englisch für Doppelvorhanggletscher) ist ein kleiner Gletscher im ostantarktischen Viktorialand. Er fließt vom Südhang der Kukri Hills unmittelbar südwestlich des Mount Barnes zur Mündung des Ferrar-Gletschers in den New Harbour am McMurdo-Sund.
Teilnehmer der Terra-Nova-Expedition (1910–1913) unter der Leitung des britischen Polarforschers Robert Falcon Scott kartierten ihn und gaben ihm seinen deskriptiven Namen.